# 더 파이널스
더 파이널스(The Finals)는 엠바크 스튜디오(Embark Studios)에서 개발 및 배급한 부분 유료화 1인칭 슈팅 게임이다. 이 게임은 파괴 가능한 환경을 가진 맵에서의 팀 기반 경기에 초점을 맞추고 있으며, 플레이어는 역동적인 환경을 유리하게 활용하도록 권장된다.

## 게임플레이
더 파이널스는 플레이어가 가상의 VR 전투 게임 쇼에 참여하여 경쟁하는 것을 중심으로 한다. 이것은 게임플레이 중에 보이는 홀로그램 관중과 더 파이널스의 두 호스트가 특정 팀의 상태나 게임 자체에 대한 관찰을 제공하는 해설 형태로 반영된다. 개발사 엠바크 스튜디오는 이 게임이 헝거 게임과 글래디에이터 (2000)에서 부분적으로 영감을 받았다고 밝혔다.
대부분의 게임 모드에서는 각기 다른 2, 3, 또는 4팀이 서로 경쟁하는 개인전 경쟁을 특징으로 한다. 플레이어는 경량, 중량, 또는 중장비 빌드에 따라 캐릭터를 선택하며, 캐릭터 모델은 이를 반영하여 변경된다. 각 빌드는 고유한 특수 능력, 무기 및 가젯에 접근할 수 있다. 또한 각각 다른 이동 속도와 체력을 가지고 있다. 경량 빌드는 더 빠르고 작지만, 게임 내에서 가장 낮은 체력을 가진다. 중량 빌드는 전통적인 병사 클래스로, 중간 속도, 크기 및 내구성을 가진다. 중장비 빌드는 가장 크고 가장 튼튼한 클래스이지만, 가장 느린 이동 속도를 가진다.
각 빌드는 다른 장비와 능력에 접근할 수 있어 게임의 균형을 맞춘다. 경량 빌드는 속도 및 이동 관련 능력(은폐 장치, 회피 돌진 또는 갈고리)이 주어진다. 경량 빌드에 고유한 가젯은 게이트웨이, 사라지는 폭탄, 음파 수류탄과 같이 회피 및 측면 공격에 도움을 주어 낮은 체력에도 불구하고 강력한 매복자가 될 수 있게 한다. 중량 빌드는 치유 광선, 제세동기 (팀원 자동 소생), 수호 포탑을 포함한 여러 지원 아이템을 특징으로 한다. 중장비 빌드는 슬레지해머, RPG-7, C4와 같은 강력한 파괴 도구뿐만 아니라 바리케이드, 메쉬 및 돔 방어막과 같은 보호 조치가 주어진다.
게임 메커니즘은 존재하는 많은 자유 변수를 통해 우발적 게임 플레이를 장려한다. 여기에는 플레이어가 고도로 수정 가능한 지형 (파괴 및 제한된 건설), 다양한 날씨 조건 및 시간 (경기마다 변경됨), 팀 구성 등이 포함된다. 경기장에는 플레이어가 집어 던질 수 있는 화분, 의자, 테이블 등 많은 아이템이 포함되어 있다. 다양한 종류의 캐니스터와 통도 경기장 주변에 놓여 있거나 매달린 상자에 들어 있다. 이 캐니스터는 폭발하여 환경에 피해를 주거나 화재, 가스 구름, 플레이어 가젯을 방해하는 글리치 폭발 등 다양한 게임 요소를 생성할 수 있다. 올바른 지지대를 목표로 삼으면 전체 건물이 파괴될 수 있다. 이 게임은 제한된 건설을 허용하지만, 이는 임시 구조물(플레이어가 숨을 수 있는 장벽 등)의 형태를 취하며, 구스 건, 구스 수류탄, 구스 통을 사용하여 단단하지만 파괴 가능한 장벽을 생성하는 방식으로도 가능하다. 이 장벽은 폼 단열재의 모습을 가진다. 구스로 만든 구조물은 가연성이며, 가연성 통, 소이 수류탄 또는 다른 발화 장치에 닿으면 타버릴 수 있다.
처치된 플레이어는 팀원이 들고 상호 작용하여 소생시킬 수 있는 동상으로 변한다. 플레이어를 소생시키는 데 5초가 걸리지만, 중량 플레이어는 동상에 제세동기를 사용하여 팀원을 자동으로 소생시킬 수 있으며, 이는 3초가 걸리지만 수동으로 소생시키는 것보다 낮은 체력으로 팀원을 소생시킨다. 시간이 충분히 경과하면 플레이어는 완전한 체력으로 자체적으로 리스폰할 수 있지만, 이는 "리스폰 토큰"을 소모한다. 빠른 플레이 게임에서는 플레이어가 무제한으로 리스폰할 수 있지만, 토너먼트 게임 모드에서는 플레이어가 제한된 양의 리스폰 토큰을 가진다. 팀원 중 한 명이 리스폰하기 전에 전체 팀이 제거되면 (팀 전멸이라고 알려짐) 모든 팀원이 동시에 함께 리스폰하며, 리스폰 토큰을 소모하지 않는다.

## 게임 모드

### 현금화
현금화에서는 3명의 플레이어로 구성된 4개의 팀이 서로 경쟁하여 금고를 열고 "현금화 지점"으로 운반하는 목표를 달성한다. 금고를 지점에 가져온 후, 입금한 팀은 즉시 가치의 20%를 얻고, 나머지 80%를 얻기 위해 현금화 타이머가 만료될 때까지 지점을 방어해야 한다. 다른 팀은 무방비 상태로 남겨두면 진행 중인 현금화를 "훔칠" 수 있으며, 지점 소유권과 잠재적인 나머지 지불금을 주장한다. 맵에 나타나는 각 금고는 이전보다 더 가치가 있으며, $10,000에서 $22,000까지 다양하며, 점수판 하단의 팀이 라운드 마지막에 충분한 돈을 획득하면 1위를 탈환할 수 있다. 여러 금고를 하나의 현금화 지점으로 가져와 하나의 타이머 아래에서 지불금을 결합할 수 있다. 적 플레이어를 처치하거나 새 금고에 가장 먼저 도달하면 추가 보너스 돈을 얻을 수 있다. 플레이어는 리스폰 크레딧이 제한되어 있으며, 랭킹 현금화 토너먼트에서 모든 팀원이 동시에 사망하면 팀 총 돈의 15%를 잃는다.
이러한 목표의 측면은 전통적인 깃발 뺏기 및 언덕의 왕 게임 유형에서 영감을 받아 팀이 원하는 행동을 수행하기 위해 해당 지역을 통제해야 한다.
라운드는 9분 동안 지속되며, 라운드 마지막 60초 안에 빈 현금화 지점에 금고가 입금되면 추가 1분 "연장전" 가능성이 있다. 플레이어는 라운드가 시작되면 참가자를 변경할 수 없지만, 사망 후 예비 로드아웃에서 아이템을 교체할 수 있다. 플레이어는 팀원에 의해 소생될 때 원래 로드아웃을 유지하므로, 예비에서 아이템을 교체하려면 전체 팀이 제거되지 않는 한 플레이어가 리스폰 토큰을 사용해야 할 수 있다.

#### 빠른 현금화
현금화 게임 모드의 이 변형에서는 3팀의 3명이 서로 경쟁한다. 라운드의 최종 승자는 두 번의 현금화($20,000, 각 현금화는 $10,000 가치)를 가장 먼저 완료한 팀이다. 처치, 어시스트, 사망, 목표를 기반으로 하는 다른 지표는 추적되어 게임 종료 시 플레이어에게 표시되지만 팀의 전체 점수에는 계산되지 않는다. 플레이어는 플레이어를 제거하고 목표를 완료하며 다른 전투 기동을 통해 인게임 통화인 VR을 얻는다.

### 뱅크 잇 (무기한 제거됨)
두 번째 게임 모드인 뱅크 잇은 플레이어 대 플레이어 전투와 개인 플레이에 더 중점을 둔다. 맵 곳곳에는 동전으로 가득 찬 다양한 보관소가 흩어져 있으며, 3v3v3v3으로 4팀의 3명이 이를 수집하기 위해 경쟁한다. 통화는 플레이어가 소지하지만 사망 시 떨어진다. 또한 플레이어가 제거될 때마다 추가 통화를 떨어뜨리는데, 그렇지 않더라도 통화를 소지하고 있지 않았더라도 마찬가지이다. 이 통화는 맵에 주기적으로 나타나는 임시 입금소에서 "입금"하여 팀이 때때로 같은 장소에 모여 코인을 "입금"하도록 한다. $40,000의 통화를 가장 먼저 입금한 팀이 승리한다.

#### 솔로 뱅크 잇 (임시 게임 모드)
뱅크 잇은 또한 임시 "솔로" 게임 모드를 가지고 있었는데, 12명의 플레이어가 팀이 아닌 개인전으로 경쟁했다.

### 파워 시프트
시즌 2에 추가된 파워 시프트는 5v5 "언덕의 왕" 모드로, 팀이 맵 전체를 지속적으로 이동하는 부유 플랫폼 제어를 위해 싸우며, 두 팀 모두 플랫폼을 반대 방향으로 밀어내려 한다. 게임은 일정 시간이 경과하거나 한 팀이 자신의 경로 끝에 도달할 만큼 충분한 거리를 가면 종료된다. 대부분의 게임 모드와 달리 파워 시프트는 플레이어가 장비뿐만 아니라 경주 중에도 참가자를 변경할 수 있도록 한다.

### 터미널 어택
터미널 어택은 처음에는 2024년 5월 2일에 출시된 기간 한정 이벤트 게임 모드였다. 이 게임 모드는 2024년 5월 22일에 종료될 예정이었다. 터미널 어택에서 10명의 플레이어는 공격자와 수비자로 나뉘며, 각 그룹은 5명으로 구성된다. 공격자는 경기장에 있는 두 개의 터미널 중 하나에 복호화 키를 삽입하기 위해 제한된 시간을 갖는다. 한편, 수비자는 공격자가 목표를 달성하는 것을 막기 위해 전략을 세우고 방어를 조율해야 한다. 팀은 7전 4선승제 형식으로 3라운드 후에 진영을 바꾼다. 이 게임 모드에서는 플레이어가 리스폰하거나 스스로 치유할 수 없으며, 중간 체력의 캐릭터는 치유 광선이나 제세동기를 사용할 수 없어 각 참가자는 라운드당 한 번의 생명만 가지며, 전투 중이 아닐 때만 체력의 일부를 재생할 수 있다. 또한 수류탄이나 함정과 같은 아이템은 제한된 충전 횟수를 가지며 각 라운드가 시작될 때만 갱신된다. 경기장에 가해진 피해는 경기 전체에 걸쳐 지속된다. 터미널 어택은 발로란트 및 카운터-스트라이크의 기본 모드와 유사하다.
2024년 5월 22일, Embark는 예상보다 높은 인기로 인해 터미널 어택을 영구 게임 모드로 전환할 것이라고 발표했다. 2024년 6월 7일, 더 파이널스의 시즌 3에서는 터미널 어택이 현금화 토너먼트를 대체하여 주요 랭킹 모드가 될 것이라고 발표되었다. Embark에 따르면 이는 개발자들이 순위표에 영향을 미치지 않고 현금화를 균형 맞출 시간을 주기 위함이었다. 2024년 9월 26일 현재, 팬덤의 거센 반발로 인해 현금화 토너먼트는 주요 랭킹 게임 모드로 복귀되었고, 터미널 어택은 빠른 플레이 게임 모드로 격하되었다.

### 랭킹 토너먼트
토너먼트는 8팀 (24명)으로 구성된 대진표와 함께 연속 라운드로 진행되는 수정된 현금화 게임 모드를 특징으로 한다. 처음 두 라운드에서는 각 게임에서 4팀이 경쟁하며, 상위 두 팀이 다음 라운드로 진출한다. 최종 라운드에서는 상위 두 팀이 빠른 현금화 규칙으로 맞붙어 승자를 결정한다. 랭킹 토너먼트에는 총 3라운드가 있으며, 플레이어는 라운드 사이에만 예비에서 아이템을 교체할 수 있다. 플레이어가 토너먼트에 참가함에 따라 브론즈에서 다이아몬드까지 다양한 리그를 통해 순위를 올린다. 플레이어는 상대 팀의 종합 실력과 경기의 예상 결과에 따라 임의의 순위 점수를 얻거나 잃는다. 원래 더 파이널스는 랭킹 토너먼트와 비랭킹 토너먼트 모두를 특징으로 했지만, 시즌 2에서 비랭킹 변형은 제거되었다. 시즌 3에서 현금화 랭킹 토너먼트는 개발자가 균형 조정 실험을 할 시간을 주기 위해 일시적으로 월드 투어로 대체되었으며, 다음 시즌에는 새로워진 월드 투어와 함께 재도입될 예정이었다.

### 월드 투어
2024년 6월 13일 시즌 3와 함께 시작된 월드 투어는 표준 랭킹 규칙의 가끔 변경되는 변형과 함께 매주 회전하는 현금화 토너먼트로 구성된다. 월드 투어 게임 모드에서 플레이어가 획득한 총 현금은 월드 투어 배지를 진행하는 데 도움이 되며, 글로벌 순위표에 이름을 올린다. 랭킹 모드와 달리 월드 투어 배지에 대해 획득한 점수를 잃지 않으며, 상대방의 실력이 아니라 각 토너먼트에서 얼마나 멀리 나아가는지에 따라 보상받는다. 월드 투어는 각 라운드에서 3명씩 4팀으로 구성되는 랭킹 토너먼트와 동일한 형식을 특징으로 하지만, 메가 데미지 및 낮은 중력과 같은 임시 인게임 이벤트가 허용되며, 플레이어가 리스폰 사이에 예비 로드아웃에서 아이템을 교체할 수 있도록 규칙이 약간 더 느슨하다.

### 팀 데스매치
팀 데스매치는 시즌 5 후반에 시작되었으며, 게임 내 해커 그룹인 "CNS"에 의해 게임에 도입된 임시 게임 모드로, 유일한 목표는 5v5 구성 팀이 각 라운드에서 $30,000(처치당 $1000, 30처치)를 먼저 달성하여 라운드를 이기고, 2라운드를 먼저 이기는 것이다. 이 게임 모드는 시즌 6 초반에 영구적인 빠른 플레이 게임 모드로 돌아왔으며, 임시 추가 기간 동안 이 모드에 대한 이전의 사랑을 모방하여 팬들에게 엄청난 긍정적인 반응을 얻었다. 일부 플레이어는 이 모드가 직접적인 목표 기반이 아니라 제거 기반이라고 비판하지만, 대부분은 이 게임 모드가 게임에 긍정적이라고 생각한다.

## 개발
더 파이널스는 아크 레이더스와 함께 스톡홀름 기반의 엠바크 스튜디오의 첫 두 타이틀이다. 한 프로듀서는 파괴성이 플레이어가 게임에 접근하는 방식을 바꿨다고 언급하며 "플레이어가 게임이 제공하는 자유를 활용하는 새롭고 독창적인 방식에 끊임없이 놀란다. 로켓 발사기를 사용하여 벽에 구멍을 뚫을 수 있는데 왜 문을 열어야 하는가?"라고 말했다.
이 타이틀은 2022년 8월 PC용으로 발표되었으며, 이후 플레이스테이션 5와 엑스박스 시리즈 X/S용 콘솔 포트가 공개되었다. 클로즈드 베타는 2023년 초에 진행되었으며, 첫 번째 closed beta는 2023년 3월 7일부터 21일까지 진행되었고, 두 번째 클로즈드 베타는 6월 14일부터 21일까지 진행되었다. 오픈 베타는 10월 26일부터 11월 5일까지 진행되었다.
더 파이널스는 PC, Xbox Series X&S, 플레이스테이션 5로 2023년 12월 7일 더 게임 어워드 2023 중에 출시되었다. 더 파이널스는 크로스플레이를 완벽하게 지원하여 다른 플랫폼의 플레이어가 함께 플레이할 수 있도록 한다. 출시 시 서버 성능 저하로 인해 개발자는 플레이어 수를 일시적으로 제한했다.

## 평가
IGN에 따르면, 낮은 성능과 낮은 프레임 레이트는 게임의 초기 클로즈드 베타 동안 문제가 되었다. 더 파이널스는 또한 전통적인 성우를 활용하는 대신 ElevenLabs가 만든 인공지능 음성 합성 프로그램을 사용하여 캐릭터의 목소리를 인공적으로 생성한 것에 대해 비판을 받았다. 엠바크 스튜디오는 비판에 대해 액시오스에게 더 파이널스에서 생성된 음성은 "전문 성우와 Embark 직원의 임시 음성이 혼합된 것"이라고 말했다.

### 수상
| 연도 | 상                     | 부문               | 결과 | Ref.          |
| ---- | ---------------------- | ------------------ | ---- | ------------- |
| 2024 | 제27회 D.I.C.E. 어워드 | 올해의 온라인 게임 | 후보 | [ 39 ] [ 40 ] |
| 2024 | 제27회 D.I.C.E. 어워드 | 뛰어난 기술적 성과 | 후보 | [ 39 ] [ 40 ] |
| 2024 | 스팀 어워드            | 최악의 게임        | 후보 | [ 41 ]        |